# Ferrari 250 GT Boano/Ellena
La Ferrari 250 GT Boano/Ellena est une sportive de prestige développée par le constructeur automobile italien Ferrari. Produite à partir de 1956, devenant ainsi la deuxième automobile de tourisme Ferrari après la 250 GT Europa, elle symbolise la volonté d'Enzo Ferrari de produire une version « civilisée » de la berlinetta « Tour de France ».
Carrossée dans un premier temps par Pinin Farina, elle sera par la suite prise en charge par la Carrozzeria Boano et enfin par la Carrozzeria Ellena. Ces différentes reprises seront accompagnées de quelques modifications mineures, essentiellement esthétique, d'où une certaine confusion entre les modèles de cette série.
Malgré seulement 143 exemplaires produits, dont 75 « Boano » et 49 « Ellena », les 250 GT Boano/Ellena sont les Ferrari les plus abordables de la génération 250, mais ne se négocient pas pour autant à moins de 100 000 euros.

## Contexte et genèse
Lors du salon de l'automobile de Genève 1956, Pinin Farina dévoile au public un nouveau prototype Ferrari construit sur la base d'une 250 Europa GT. Conçue comme un exercice de style et d'inspiration, le succès rencontré incite finalement Ferrari à entamer sa production en série. Le constructeur italien déclare d'ailleurs vouloir produire « une voiture de série qui bénéficie de l'expérience de la course », à savoir l'expérience de la triple victorieuse au Tour de France automobile, la 250 GT Berlinetta « Tour de France ».
Pinin Farina est chargé de carrosser la nouvelle automobile mais celui-ci, qui déménage à cette période dans des installations plus grandes, n'aura néanmoins pas le temps de produire tous les châssis. Cette tâche incombe alors à Mario Boano, cofondateur de la Carrozzeria Ghia ; l'automobile est donc tout naturellement dénommée 250 GT Boano. 
Toutefois, Boano s'engage en 1957 au département de style de Fiat et cède son entreprise à son associé Luciano Pollo et à son beau-fils Ezio Ellena. Ces derniers carrossent alors les derniers modèles et apportent quelques retouches stylistiques mineures. L'entreprise Boano étant pour l'occasion renommée en Carrozzeria Ellena, la 250 GT prend par conséquent le nom de son nouvel habilleur,.
Finalement, sur les 143 exemplaires produits, seuls 19 seront terminés par Pinin Farina tandis que 75 seront carrossés par la Carrozzeria Boano et enfin 49 par la Carrozzeria Ellena.

## Design extérieur

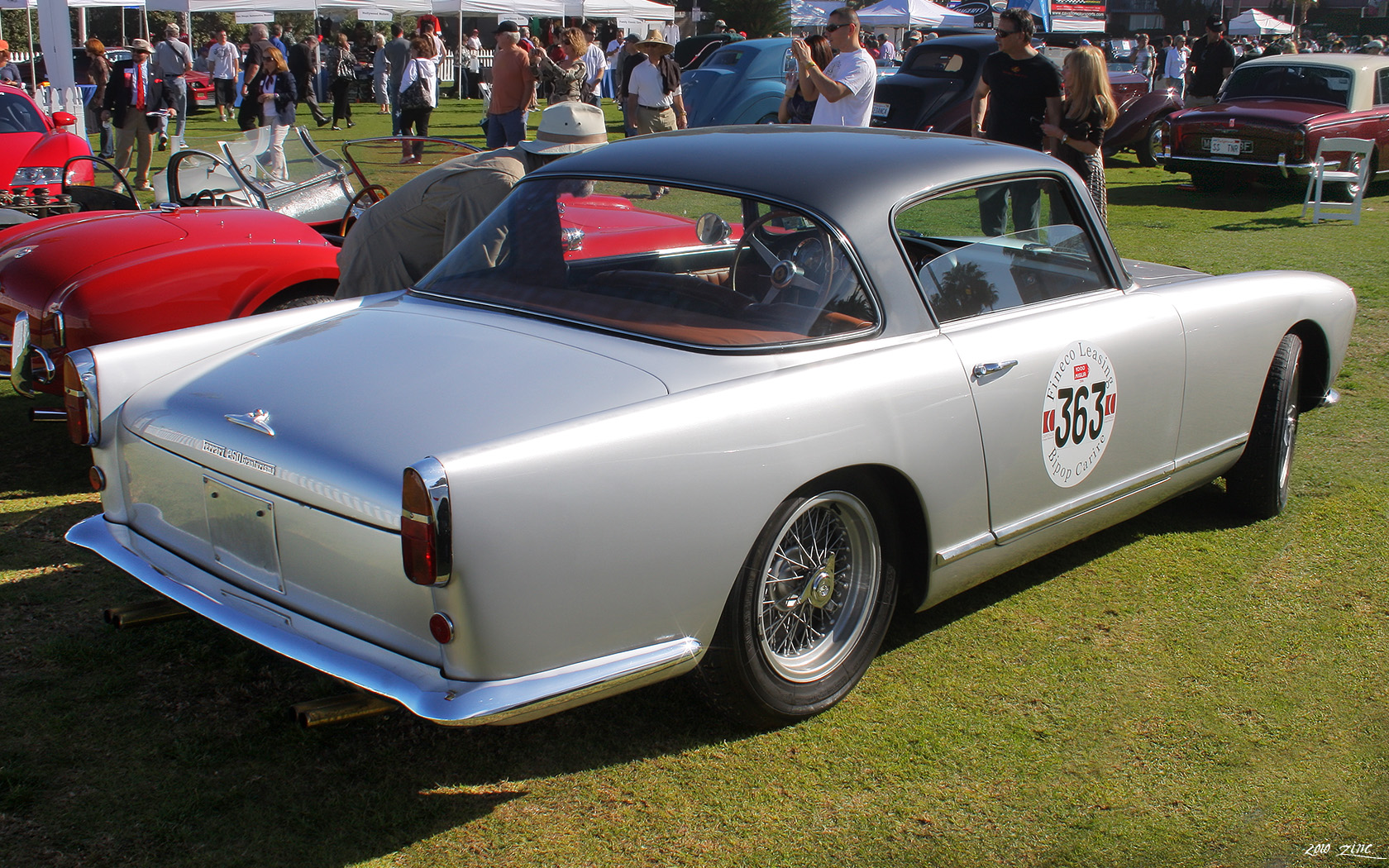
Ferrari 250 GT Boano.

Selon Sports Car Market, le design de la 250 GT Boano/Ellena n'est pas l'un des meilleurs de Pinin Farina : « assez attrayante à regarder, la 250 GT n'avait néanmoins ni le style ni l'élégance » de ses précédentes réalisations. Caractéristique du début de la lignée des Ferrari 250, la surface vitrée est particulièrement faible alors que l'habitacle est qualifié d'« imposant ».
Proche esthétiquement de la 250 Europa GT, la Boano/Ellena s'en distingue néanmoins par de nombreuses évolutions ; la calandre par exemple est plus basse, plus petite et s'inspire des calandres ovales des Ferrari 118 et 121 LM tandis que le pare-brise est lui plus incurvé. La capacité du coffre est également augmentée par l'adoption d'une poupe tronquée. 
En revanche, les modifications sont mineures après le départ de Boano : la surface vitrée est augmentée tout comme le volume du coffre, grâce au positionnement de la roue de secours sous le plancher, et la taille des freins. Enfin, les déflecteurs sont supprimés.

## Habitacle

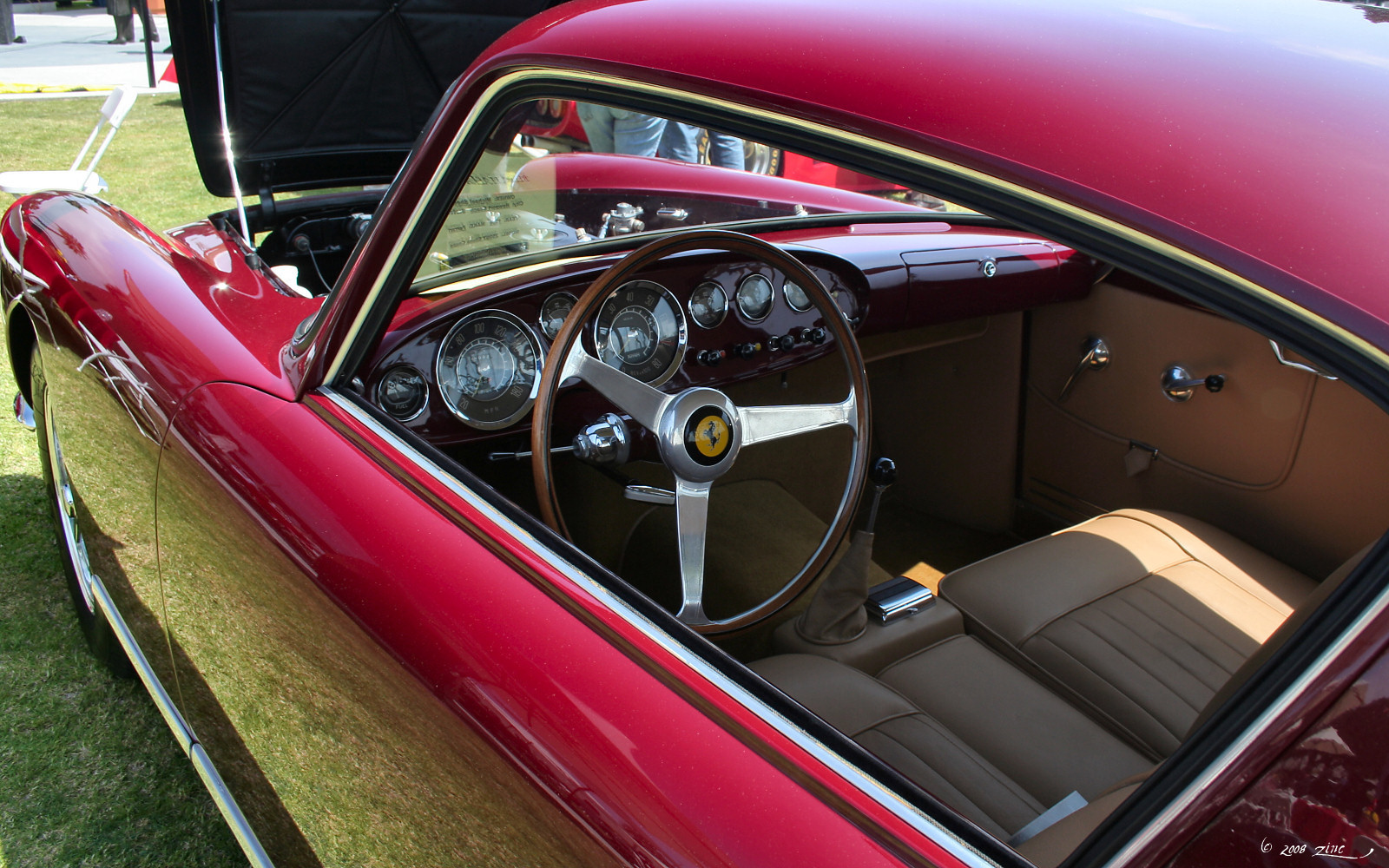
Tableau de bord d'une Ferrari 250 GT Ellena.

## Technique

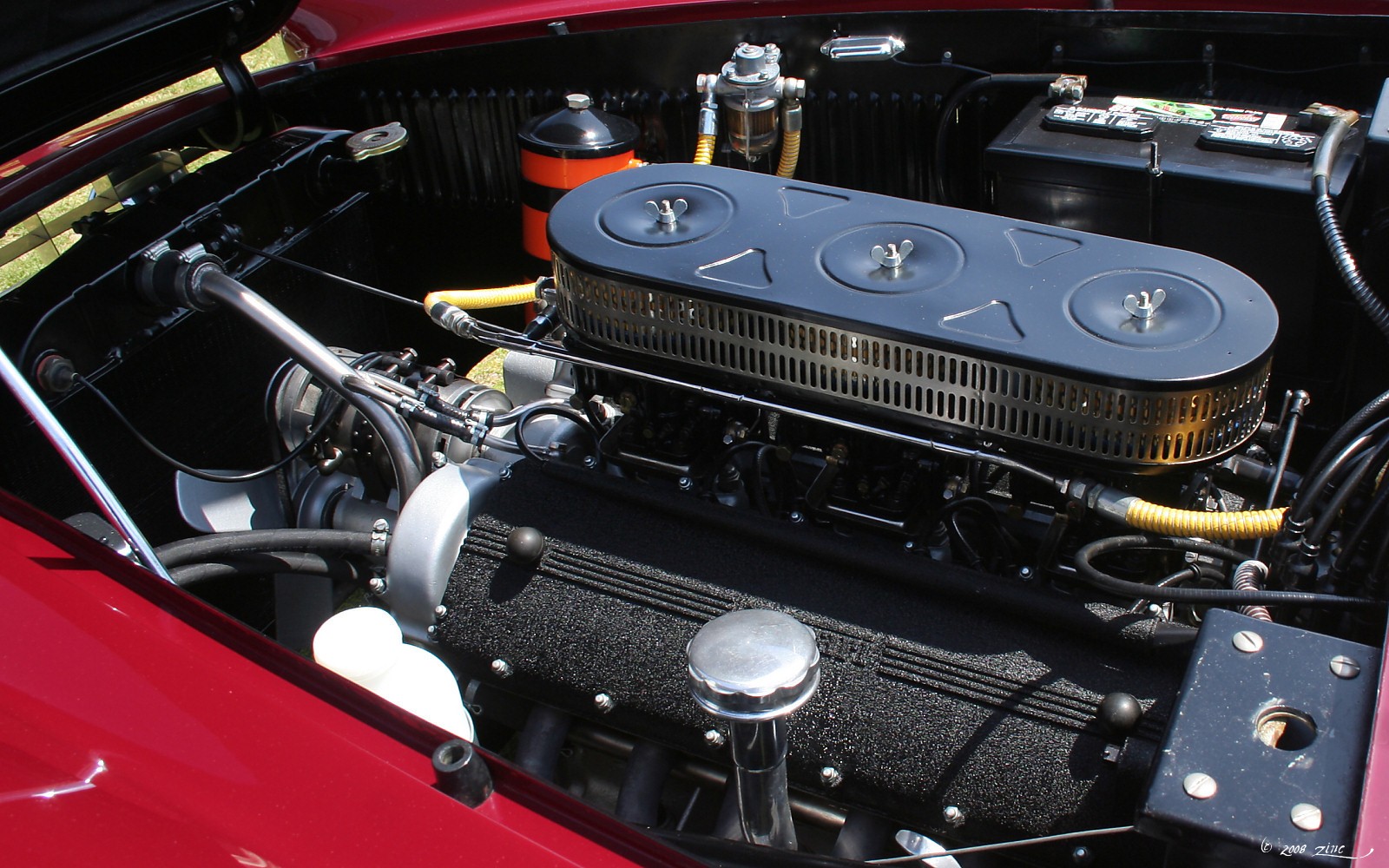
Le V12 « Colombo » motorise les 250 GT Boano/Ellena.

La 250 GT Boano/Ellena est animée par le moteur V12 « Colombo » ouvert à 60° de 2 953 cm3 de cylindrée. D'un taux de compression variant de 8,5 à 8,8:1 et alimenté par trois carburateurs Weber 36 DCF, le moteur développe entre 220 et 240 ch à 7 000 tr/min.
Étant donné que la 250 GT Boano/Ellena est une version plus « civilisée » de la 250 Berlinette TdF, Ferrari préfère lui associer une boîte de vitesses manuelle à quatre rapports synchronisés à la traditionnelle boîte à 5 rapports, davantage axée vers un usage sportif.
La carrosserie, constituée à partir d'une structure tubulaire, est réalisée en acier hormis pour le capot-moteur et le couvercle, fabriqués en aluminium.